# Deb Haaland
Debra Anne Haaland (Winslow (Arizona), 2 december 1960) is een Amerikaans jurist en politicus van de Democratische Partij. Van 3 januari 2019 tot 16 maart 2021 was ze lid van het Huis van Afgevaardigden namens het 1e congresdistrict van New Mexico. Tussen 2015 en 2017 was ze voorzitter van de Democratische Partij van New Mexico. Op 17 december 2020 maakte president-elect Joe Biden bekend Haaland voor te willen dragen als minister van Binnenlandse Zaken. Op 16 maart 2021 werd haar positie bevestigd door de Senaat, en werd ze het eerste Inheems-Amerikaanse kabinetslid in de geschiedenis van de Verenigde Staten.
- Gemeinsame Normdatei: 1197089349
- International Standard Name Identifier: 0000 0005 0128 3257
- Library of Congress Control Number: no2020048690
- SNAC: w64n9vt4
- Biographical Directory of the United States Congress: H001080
- Virtual International Authority File: 1494157162094778980006
- WorldCat: E39PBJjXjx7kVqFGMjKcXXvPwC